# Big Time Rush (band)
Big Time Rush (også kendt som BTR) var et amerikansk boyband, som blev dannet i Los Angeles, Californien i 2009.
De opnåede deres popularitet gennem et hit-tv-show af samme navn på Nickelodeon. Her havde de forskellige gæsteoptrædener af amerikanske stjerner, bl.a. Nicole Scherzinger fra The Pussycat Dolls, sangerinden Jordin Sparks og rapperen Snoop Dogg.
Bandet består af medlemmerne Kendall Schmidt, James Maslow, Logan Henderson og Carlos Pena Jr..
Deres første album BTR blev udgivet i oktober 2010. Det toppede som nummer 3 på hitlisten Billboard 200, og blev tildelt guld for salg af mere end 500.000 eksemplarer.

## 2009-2010: Begyndelsen &BTR
I 2009 underskrev Nickelodeon og Big Time Rush en pladekontrakt samtidig med kontrakten for deres tv-show. Deres debut single "Big Time Rush" blev udgivet d. 29. november, 2009. Sangen debuterede under deres første afsnit af serien, og er på nuværende tidspunkt showets titelmelodi. 
I serien udgav de også andre singler, herunder sangene "City is Ours" og "Any Kind of Guy". Big Time Rush har også lavet et cover af en Play sang med titlen "Famous". Sangen blev udgivet på iTunes d. 29. juni, 2010. En anden sang, "Halfway There", blev udgivet på iTunes d. 27. april 2010, efter dens premiere i serien. Singlen til "Halfway There" var deres første sang som ramte hitlisten Billboard Hot 100. Den toppede som nummer 93, på grund af kraftige digitale salg.
D. 21. september 2010, udgav Big Time Rush singlen "Till I Forget About You" for at reklamere, for udgivelsen af deres debut album.
Albummet, med titlen "BTR", blev udgivet d. 11. oktober 2010. Den debuterede som nummer 3 på Billboard 200 listen og solgte 67,000 eksemplarer den første uge. Albummet toppede også som nummer 4 på internet hitlisten over albums, og som nummer 1 på hitlisten over soundtracks. 
En af sangene, "Big Night", debuterede på Billboard Hot 100 listen som nummer 79, hvilket gjorde den deres højst toppende hit. 
Albummet blev senere tildelt guld for salg af over 500,000 eksemplarer i USA. Over 30,000 eksemplarer var solgt i Mexico, hvilket resulterede i dens anden tildeling af guld, og over 2,000,000 eksemplarer af albummet er, i øjeblikket, solgt på verdensplan. 
I november 2010 blev det annonceret at et specielt jule-afsnit af Big Time Rush ville komme senere på måneden, og at en jule-EP ville blive udgivet sammen med. EP'en, med titlen "Holiday Bundle", blev udgivet d. 30. november 2010. På EP'en lavede de et cover af Mariah Careys "All I Want For Christmas Is You", sammen med Nickelodeon stjernen Miranda Cosgrove. D. 15. februar 2011 blev sangen "Boyfriend" udgivet som bandets første officielle single til amerikansk radio. "Boyfriend" toppede som nummer 72 på Billboard Hot 100, hvilket gjorde den til deres mest succesfulde sang til dato. I marts 2011, toppede den som nummer 30 på Billboard Pop Songs listen. 
Desuden, nominerede MTV, Big Time Rush som MTV's Breakthrough Band Award Honor.

## Diskografi
- BTR (2010)
- Elevate (2011)
- 24/7 (2013)